# Keita Nozaki
Keita Nozaki (野崎 桂太 Nozaki Keita?, nacido el 25 de abril de 1990 en Saitama) es un exfutbolista japonés. Jugaba de delantero y su único club fue el Thespakusatsu Gunma de Japón.

## Trayectoria

### Clubes
| Club                | País  | Año         |
| ------------------- | ----- | ----------- |
| Thespakusatsu Gunma | Japón | 2013 - 2015 |

## Estadística de carrera

### J. League
| Club                | Año   | J. League | J. League | Copa J. League | Copa J. League | Total | Total |
| Club                | Año   | Part.     | Goles     | Part.          | Goles          | Part. | Goles |
| ------------------- | ----- | --------- | --------- | -------------- | -------------- | ----- | ----- |
| Thespakusatsu Gunma | 2013  | 2         | 0         | -              | -              | 2     | 0     |
| Thespakusatsu Gunma | 2014  | 14        | 1         | -              | -              | 14    | 1     |
| Thespakusatsu Gunma | 2015  | 27        | 4         | -              | -              | 27    | 4     |
| Total               | Total | 43        | 5         | 0              | 0              | 43    | 5     |